# XRukix
Ruki（ルキ）はスペイン出身のアニメソング歌手、アイドル。日本のアニメやアイドルに精通している。

## 概要
子供の頃にアニメの美少女戦士セーラームーンを見た事がきっかけに日本に憧れるようになった。
アニソン歌手を目指し、2010年、桃井はるこプロデュースしたレベルAKIHABA LOVE RECORDS主催「魂の歌声オーディション」にて唯一の外国人にして、グランプリを獲得。ニコニコ動画を活用し日本のオーディションにエントリーした。
以後も、HANEDA INTERNATIONAL ANIME MUSIC FESTIVALへの出演などで度々スペインと日本を往復し、またスペインでの日本関連、アニメ関連の催しにも出演が多い。スペインでは日本大使館に招待されたこともある。
趣味は、フィギュア集め、日本の80年代アイドル、日本文化（着物、芸術、建物、伝統文化、等）　アニメ・漫画、コスプレなど。またスペイン語（バレンシア語）、カタラン語、英語、日本語などスペイン国内の主要言語を中心に日本語も良くする。

## ディスコグラフィー

### シングル
- かなしまないで（2010年6月23日）
  - A面「かなしまないで」 作詞・作曲：桃井はるこ 編曲：齋藤真也
  - B面「Non-Dimension」 作詞：桃井はるこ　作曲・編曲：doriko

### カバー・アルバム
- Japani Beats! Ruki Special vol.1（2015年11月20日）[3]
  - コネクト
  - 残酷な天使のテーゼ
  - 君の銀の庭
  - 美しき残酷な世界
  - アンインストール

- 海外シンガーによるアニソンカバー「ガニソン! 」Ruki from スペイン #1（2016年8月3日）[4]
  - 夢をかなえてドラえもん
  - アンパンマンのマーチ
  - BON VOYAGE!
  - 天才バカボン
  - 君をのせて

- 海外シンガーによるアニソンカバー「ガニソン! 」Ruki from スペイン #2（2016年8月3日）[5]
  - ニッポン笑顔百景
  - Happy Girl
  - I Will
  - 扉の向こうへ
  - お後がよろしくって…よ!

- 海外シンガーによるアニソンカバー「ガニソン! 」Ruki from スペイン #3（2016年8月31日）[6]
  - ひまわりの約束
  - 遥か、彼方。
  - 突撃ロック
  - 桜音
  - ジレンマ

- 海外シンガーによるアニソンカバー「ガニソン! 」Ruki from スペイン #4（2016年10月12日）[7]
  - サザエさん
  - 涙は知っている
  - Os－宇宙人
  - マイペース
  - 裏切りの夕焼け

- 海外シンガーによるアニソンカバー「ガニソン! 」Ruki from スペイン #5（2017年4月26日）
  - ペガサス幻想 EDM Version
  - ムーンライト伝説
  - 夢を信じて
  - One day
  - 残酷な天使のテーゼ

### 参加作品
- グラナサエターナル主題歌[8][9]